# Бочагандж
Бочагандж (бенг. বোচাগঞ্জ, англ. Bochaganj) — город на севере Бангладеш, административный центр одноимённого подокруга. Площадь города равна 9,21 км². По данным переписи 2001 года, в городе проживало 20 477 человек, из которых мужчины составляли 52,68 %, женщины — соответственно 47,32 %. Плотность населения равнялась 2223 чел. на 1 км². Уровень грамотности населения составлял 41,9 % (при среднем по Бангладеш показателе 43,1 %). 